# アイゼンハワーの木
アイゼンハワーの木（アイゼンハワーのき、英: Eisenhower Tree）は、アメリカ合衆国ジョージア州オーガスタのオーガスタ・ナショナル・ゴルフクラブに生育していたテーダマツの巨木である。木の大きさや樹齢、そして著名なゴルフコース上に生育していることなどから、オーガスタ・ナショナル・ゴルフクラブの象徴とみなされており、アメリカのゴルフコースでもっとも有名な木の1つとの評価があった。1956年にドワイト・D・アイゼンハワーはプレーの妨げになるこの木を切り倒そうと提案したが、クラブの委員会によって却下された。その後2014年2月に、暴風雪によって枝がほとんど落ちるなどの大きな被害を受けて結局伐採された。しばしば「アイクの木」（英: Ike's Tree）とも呼ばれる。

## 由来
この木の樹種はテーダマツで、樹高は約20メートルを測った。生育場所はオーガスタ・ナショナル・ゴルフクラブの17番ホール上で、17番ティーグラウンドから約210ヤード（192.024メートル）地点付近でフェアウェー左側から中央にせり出すように繁茂していた。樹齢は伐採の時点で100年から125年と推定されていた。
木の名の由来となったのは、ドワイト・D・アイゼンハワーである。彼はゴルフ愛好家として知られ、オーガスタ・ナショナル・ゴルフクラブの会員であった。大統領の任期中（在職：1953－1961年）を含めて、彼はオーガスタを45回訪れたという。
アイゼンハワーにとって、プレーの妨げとなるこの木は悩みの種であった。17番ホールのティーショットで、何度もこの木にぶつけてしまうため、彼は1956年に「この木を切るべきだ」と提案した。
クラブ委員会の会長クリフォード・ロバーツ (en) はこの提案を拒否するのではなく、直ちに会議を延期して結論を先送りにした。結局この木は伐採を逃れ、それ以来「アイゼンハワーの木」と呼ばれるようになった。
アイゼンハワーの木はオーガスタ・ナショナル・ゴルフクラブの象徴的存在として、アメリカのゴルフコースでもっとも有名な木の1つと評価されていた。しかし、2014年2月中旬にアメリカ合衆国南部およびアメリカ合衆国東海岸を襲った暴風雪（en:Mid-February 2014 North American winter storm）により枝がほとんど落ちるなどの被害を受け、結局伐採された。
2015年4月8日、マスターズ・トーナメント開幕前日の公式会見が開かれた。マスターズ委員会会長のビリー・ペイン (en) はこの会見で、アイゼンハワーの木について発言した。ペインによれば、遺されたアイゼンハワーの木の切り株のうち、一部をカンザス州アビリーンのアイゼンハワー記念館（en:Dwight D. Eisenhower Presidential Library, Museum and Boyhood Home）に寄贈し、さらに遺伝子を受け継いだ苗木を別の場所で育てているという。

## ゴルフでのエピソード
アイゼンハワーの木は、オーガスタ・ナショナル・ゴルフクラブの17番ホールでプレーする数々のゴルファーの前にまさしく障害として立ちふさがっていた。プロゴルファーのデヴィッド・デュヴァルはこの木について、「あの木のせいで、ボールがどこに飛んでいくか相当集中力を発揮しなければいけない。プレイヤーは右側へボールを迂回させるか、木の上を越えるショットを打つかしかない」と評していた。
そしてアイゼンハワーの木は、マスターズ・トーナメントでも重要な役割を果たしていた。ゴルファーのトミー・アーロン (en) は17番ホールのティーショットをこの木にぶつけてしまい、ロストボールとなった。アーロンによると、当日中に見つからなかったボールは、彼が翌日再度17番ホールでプレイしていた際、明らかに木の枝から落ちてきたという。ジャック・ニクラウスはこの顛末について「信じられないことだ」と評した。
2011年には、タイガー・ウッズがマスターズ・トーナメント3日目にこの木の下で負傷し、世界ランキングを大きく後退させた。彼は木の下から第2打を放った際に足を滑らせ、左ひざと左アキレス腱を傷めた。負傷にもかかわらずウッズは翌日のマスターズ最終日に前半を猛チャージで追い上げ、優勝こそ逃したもののスコア67を記録している。しかし、その後はアイシングなどでの治療を受ける事態に至り、ウェルズ・ファーゴ選手権を欠場することになった。
2014年のマスターズ・トーナメントは、アイゼンハワーの木が伐採されたのちに初めて開催された大会となった。出場選手からは「ティショットが打ちやすくなった」という意見も出ていたが、会長のペインは「昨年大会でスコアに大きく影響しないことも分かった」という主催者側の見解を表明した。